# Einsatzmedaille Fluthilfe 2021

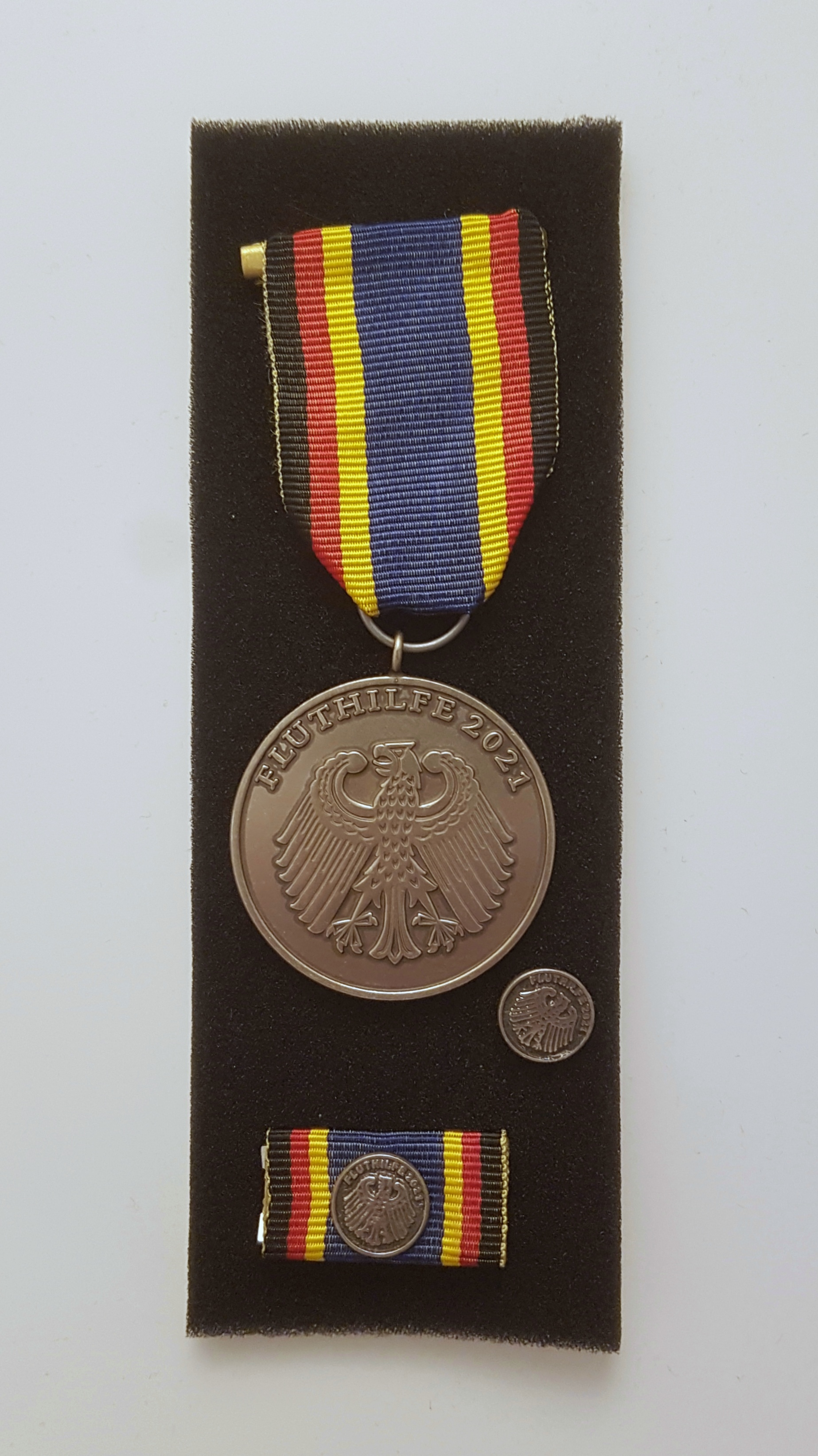
Einsatzmedaille in den verschiedenen Ausführungen (Medaille, Bandschnalle, ziviler Pin)

Die Einsatzmedaille Fluthilfe 2021 wurde am 2. August 2022 durch gemeinsamen Erlass der Bundesministerin des Innern Nancy Faeser, der Bundesministerin der Verteidigung Christine Lambrecht und des Bundesministers für Digitales und Verkehr Volker Wissing als staatliche Auszeichnung gestiftet. Der Bundespräsident Frank-Walter Steinmeier genehmigte die Auszeichnung mit Erlass vom 1. September 2022.

## Stiftungszweck und Gestaltung
Die Einsatzmedaille „Fluthilfe 2021“ wurde als Dank und in Anerkennung für besonders aufopferungsvolle Hilfe bei der Rettung von Menschenleben, Abwehr von Gefahren und der Beseitigung von Schäden anlässlich der Hochwasserereignisse im Juli 2021 in der Bundesrepublik Deutschland gestiftet. Sie kann an haupt- und ehrenamtliche Einsatzkräfte des Technischen Hilfswerkes, Angehörige der Bundespolizei, der Bundeswehr, des Bundeskriminalamtes, des Bundesamtes für Bevölkerungsschutz und Katastrophenhilfe, des Bundesamtes für Güterverkehr, der Bundesanstalt für Gewässerkunde und der Wasserstraßen- und Schifffahrtsverwaltung des Bundes sowie an Dritte aufgrund ihrer besonderen Verdienste in der Zusammenarbeit mit den Bundeskräften verliehen werden.
„Das Ehrenzeichen wird für mindestens einen ganztägigen Einsatz vor Ort, beginnend mit dem 14. Juli 2021, im Hochwasser- und Flutkatastrophengebiet in Rheinland-Pfalz, Nordrhein-Westfalen sowie in Bayern und Sachsen verliehen.“
Das Ehrenzeichen hat die Form einer runden, silberfarbenen Medaille. Auf der Vorderseite ist der Bundesadler dargestellt. Der obere Teil der Vorderseite trägt die Angabe „Fluthilfe 2021“. Auf der Rückseite ist der Umriss der Bundesrepublik Deutschland abgebildet, darin zwei von Südwest und Nordost aufeinander gerichtete Hände. Der obere Teil der Rückseite trägt die Worte „Dank und Anerkennung“, der untere Teil der Rückseite die Worte „Bundesrepublik Deutschland“. Der dunkelblaue Mittelteil des Medaillenbandes ist beidseitig von den Bundesfarben schwarz-rot-gold eingefasst.
Die verkleinerte Form und der Bandsteg tragen die Farben des Medaillenbandes mit aufgesetzter verkleinerter Vorderseite der Medaille.

## Sonstiges
Im Rahmen der Bewältigung des Hochwassers 2021 haben neben der Flutmedaille des Bundes auch die betroffenen Bundesländer Auszeichnungen für die Helfer der Flut gestiftet:
- Einsatzmedaille "Fluthilfe 2021" des Landes Rheinland-Pfalz (2022)
- Feuerwehr und Katastrophenschutz Einsatzmedaille „Unwetterkatastrophe 2021“ des Landes Nordrhein-Westfalen

Bereits nach dem Hochwasser in Mitteleuropa 2002 und nach dem Hochwasser in Mitteleuropa 2013 wurden für Helfer die Einsatzmedaille Fluthilfe 2002 und die Einsatzmedaille Fluthilfe 2013 gestiftet.